# Ministério da Agricultura e Pescas
O Ministério da Agricultura e Mar (MAR) é o departamento do Governo de Portugal, responsável pela execução das políticas públicas e pela tutela dos assuntos respeitantes à agricultura e atividades associadas como a silvicultura, a pecuária, a alimentação, o desenvolvimento rural, a pesca e mar. Este ministério foi a designação de um departamento dos IV, V e VI Governos Provisórios e I, II, III, IV, V, VI e VII, XXIV e XXV (Atual) Governos Constitucionais de Portugal. 

## Ministros
Os ministros que ocuparam esta pasta foramː
| Período      | Ministro                | Governo                     |
| ------------ | ----------------------- | --------------------------- |
| 1975         | Fernando Baptista       | IV Governo Provisório       |
| 1975         | Fernando Baptista       | V Governo Provisório        |
| 1975 – 1976  | António Lopes Cardoso   | VI Governo Provisório       |
| 1976         | António Lopes Cardoso   | I Governo Constitucional    |
| 1976 – 1978  | António Barreto         | I Governo Constitucional    |
| 1978         | Luís Saias              | II Governo Constitucional   |
| 1978         | Apolinário Vaz Portugal | III Governo Constitucional  |
| 1978 – 1979  | Apolinário Vaz Portugal | IV Governo Constitucional   |
| 1979 – 1980  | Joaquim Lourenço        | V Governo Constitucional    |
| 1980 – 1981  | António Cardoso e Cunha | VI Governo Constitucional   |
| 1981         | António Cardoso e Cunha | VII Governo Constitucional  |
| 2024 -2025   | José Manuel Fernandes   | XXIV Governo Constitucional |
| 2025 - Atual | José Manuel Fernandes   | XXV Governo Constitucional  |